# CentralWorld
CentralWorld (thailändisch: เซ็นทรัลเวิลด์, Eigenschreibweise: centralwOrld) ist ein Einkaufszentrum und Gebäudekomplex im Stadtteil Pathum Wan von Bangkok, der Hauptstadt von Thailand. CentralWorld gehört zu den größten Einkaufszentren und Gebäuden der Welt. Der Komplex, zu dem auch ein Hotel und ein Büroturm gehören, ist im Besitz der Central Group. Seit einer Renovierung und Erweiterung, welche im Jahr 2006  abgeschlossen wurde, übertrifft CentralWorld das Siam Paragon in Bezug auf die Größe. Der Komplex hat sieben Stockwerke und eine Einzelhandelsfläche von 830.000 m².

## Überblick
Ursprünglich World Trade Center genannt, wurde das achtstöckige Einkaufszentrum am 7. April 1990 eröffnet. Die Central Group erwarb das Objekt im Jahr 2002 von der Wang Phetchabun Group und änderte den Namen in Central World Plaza. Im Jahr 2005 wurde es in CentralWorld umbenannt. Es befindet sich auf gepachtetem Land des Crown Property Bureau. 2003 wurde der Komplex renoviert und erweitert, was 2006 abgeschlossen wurde. Der renovierte Komplex sollte 150.000 Kunden pro Tag anziehen. Es vermarktete sich als Mittelklasse-Einkaufszentrum im Gegensatz zum Siam Paragon, welches sich an die Oberschicht richtet. 2010 wurden Teile des Komplexes von Demonstranten bei den Unruhen in Bangkok 2010 verwüstet.
CentralWorld enthält den zweitgrößten Apple Store in Thailand. Daneben gibt es Einzelhandelsgeschäfte verschiedener nationaler und internationaler Ketten. Der Komplex verfügt daneben über eine Eislaufhalle, einen Kinokomplex, etliche Restaurants, einen Fitnessklub, zwei hinduistische Schreine, ein 5-Sterne-Hotel mit dem Bangkok Convention Centre und Bürogebäude. Die Anzahl der Parkplätze liegt bei 7.000. Ebenfalls zum Komplex gehört CentralSquare, der größte Platz für Outdoor-Aktivitäten in der Innenstadt von Bangkok.

## Galerie

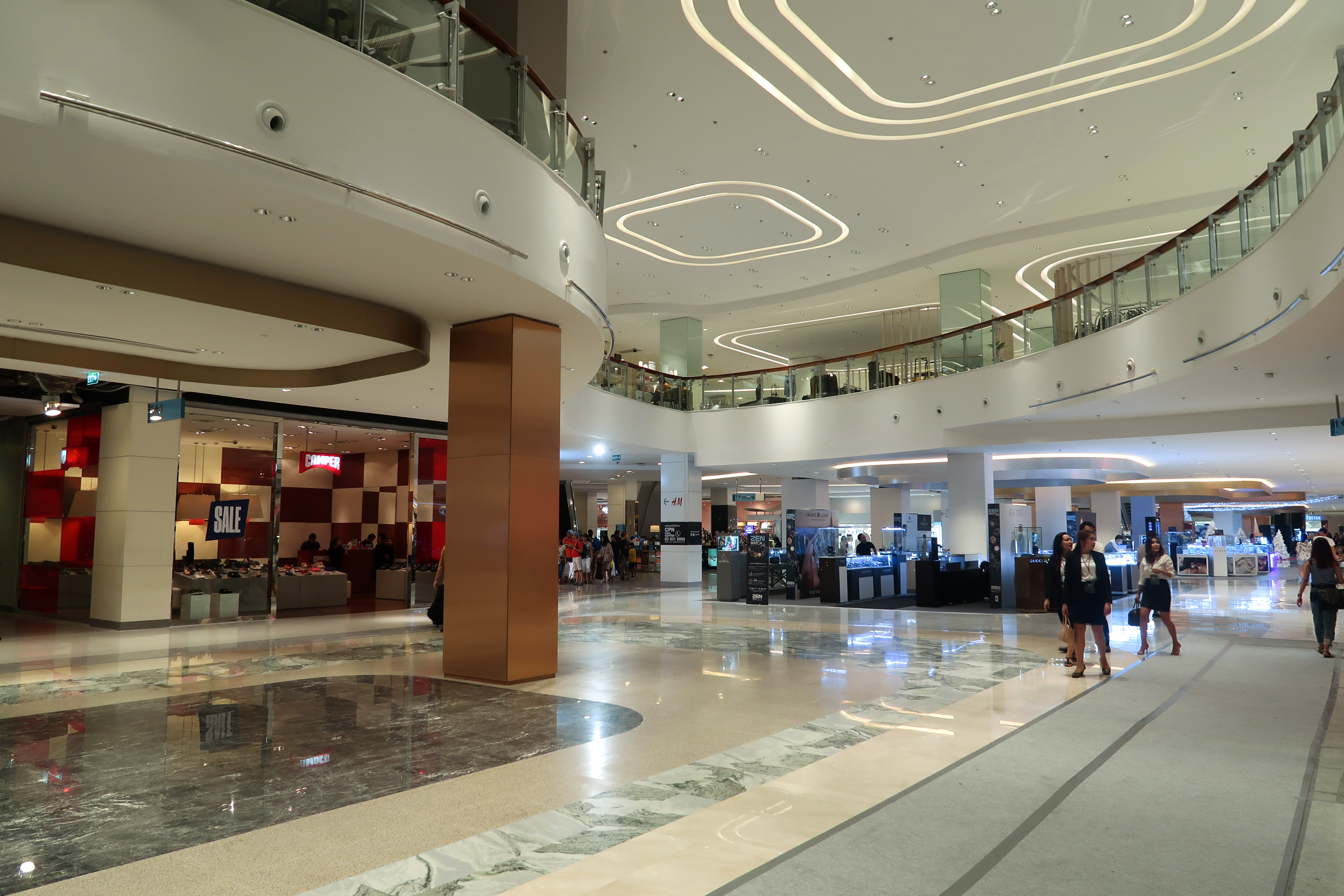
CentralWorld Atrium
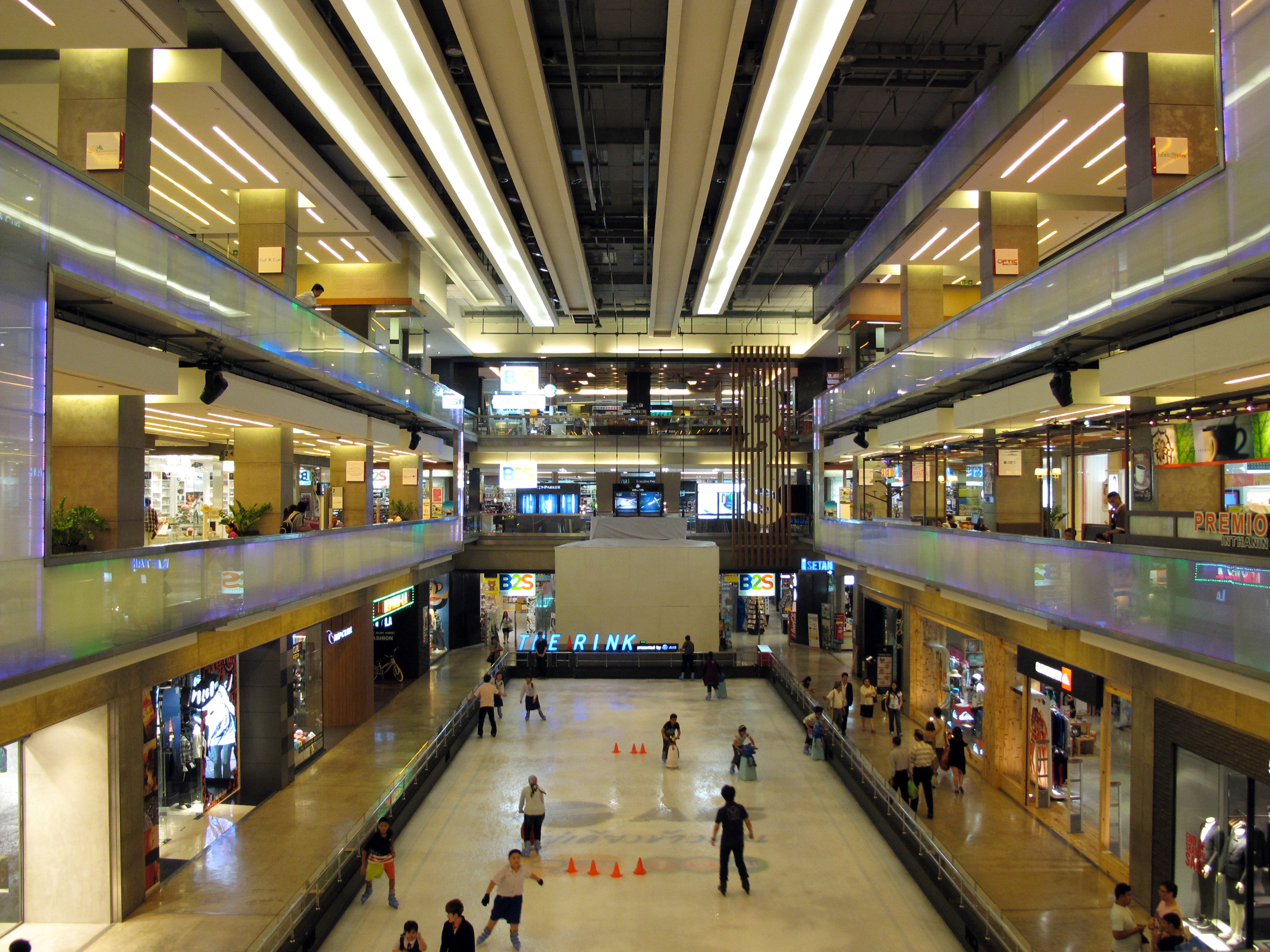
The Rink
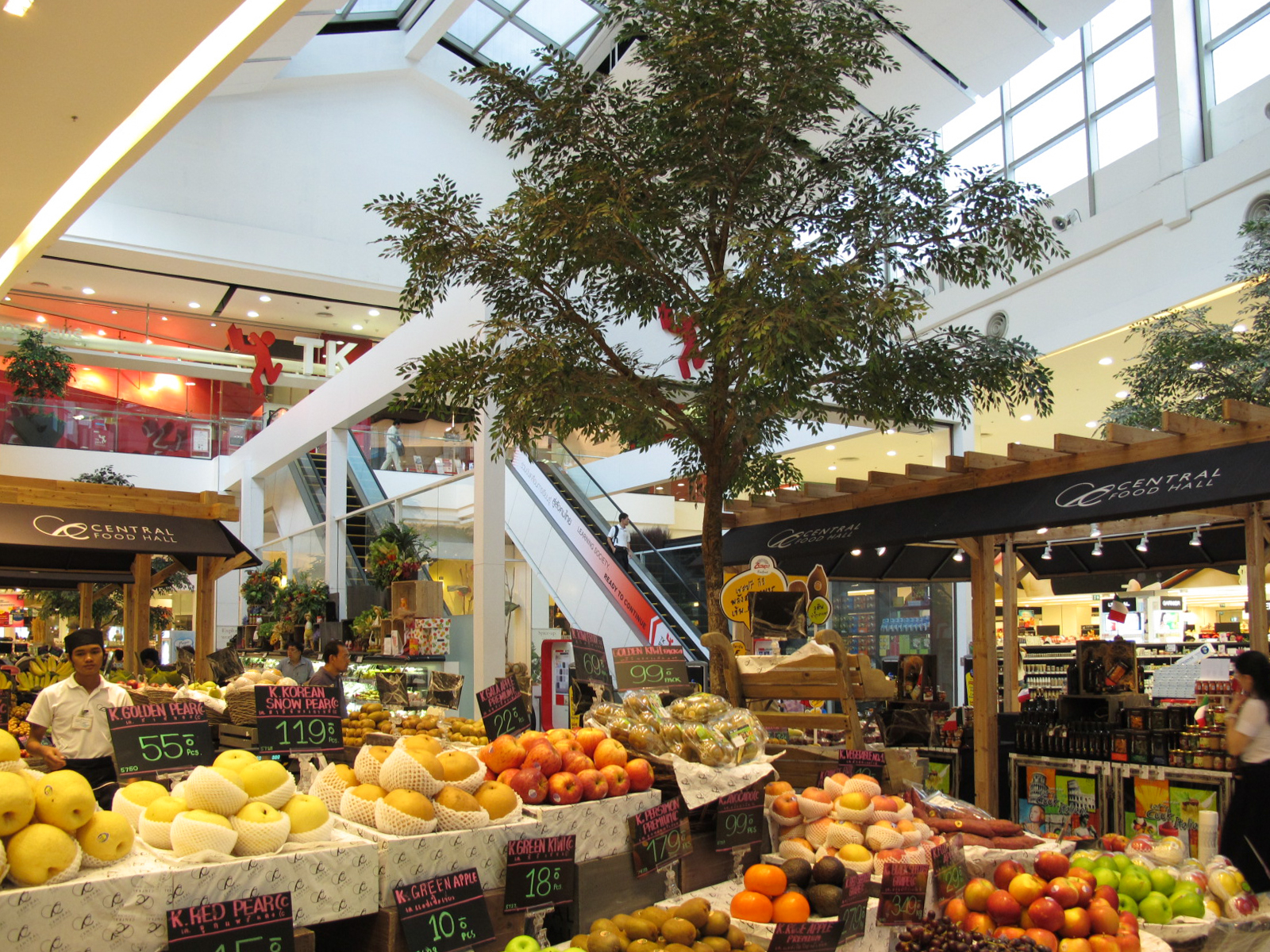
Central Food Hall
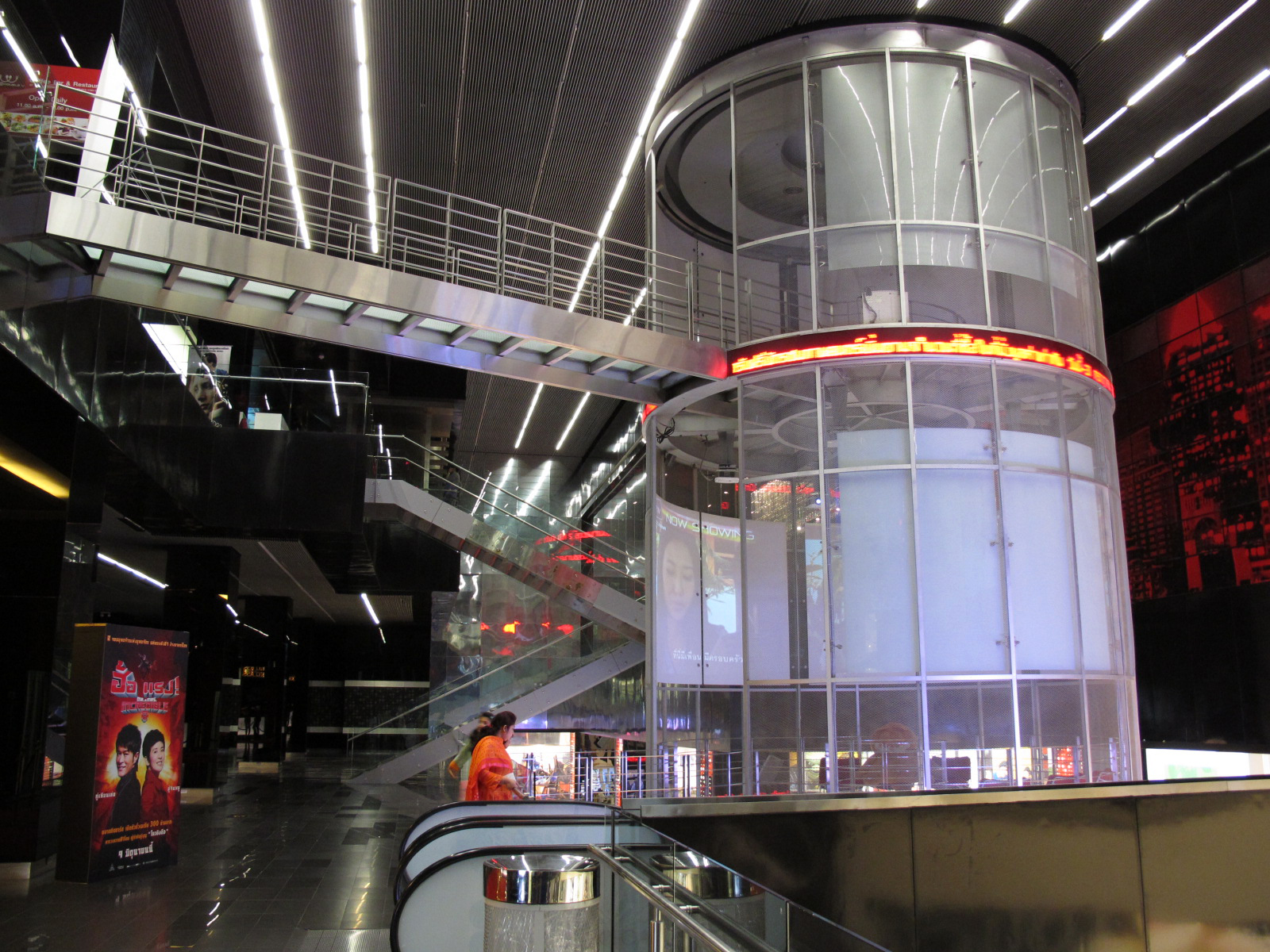
SF World Cinema
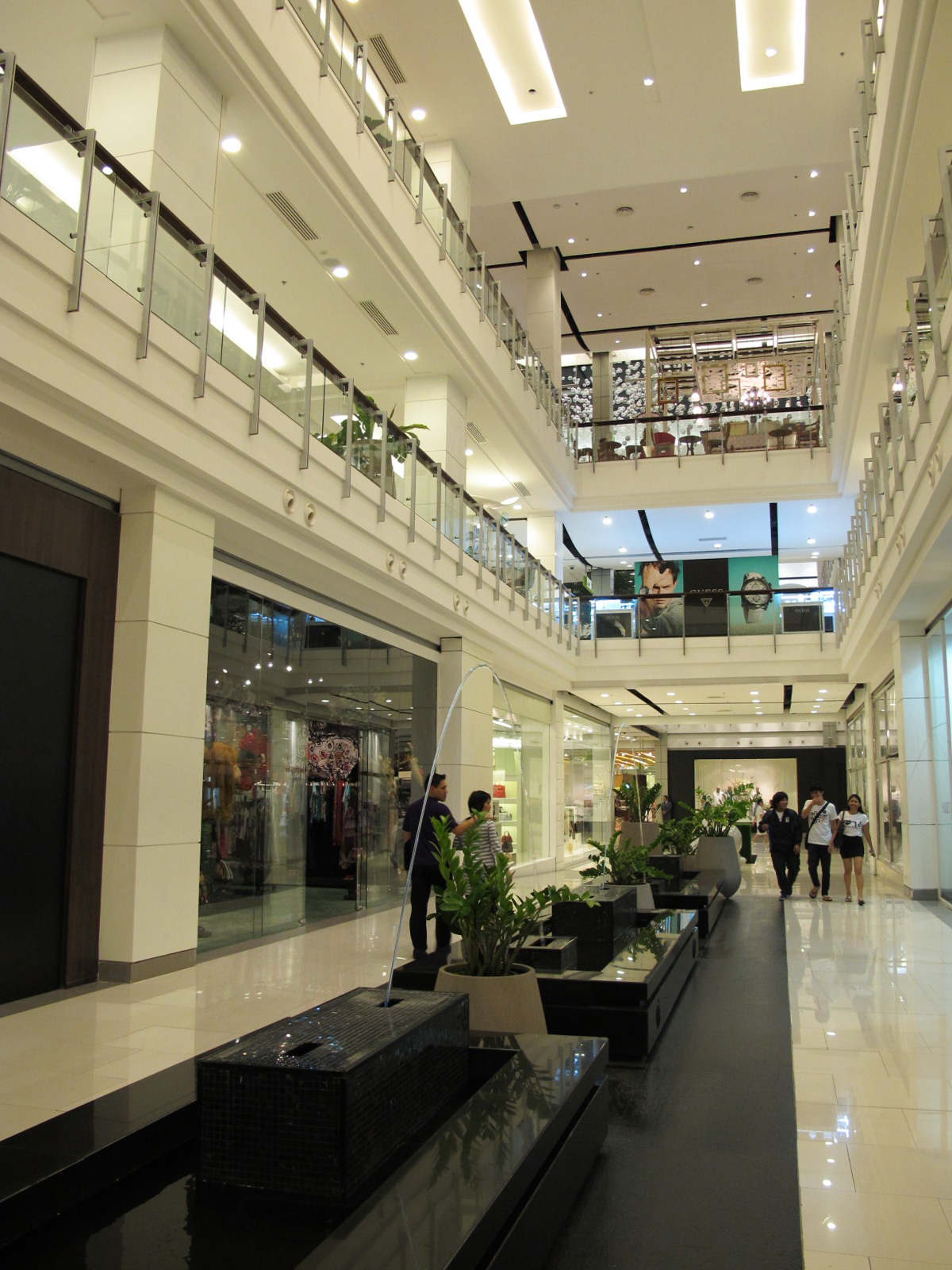
Zone E
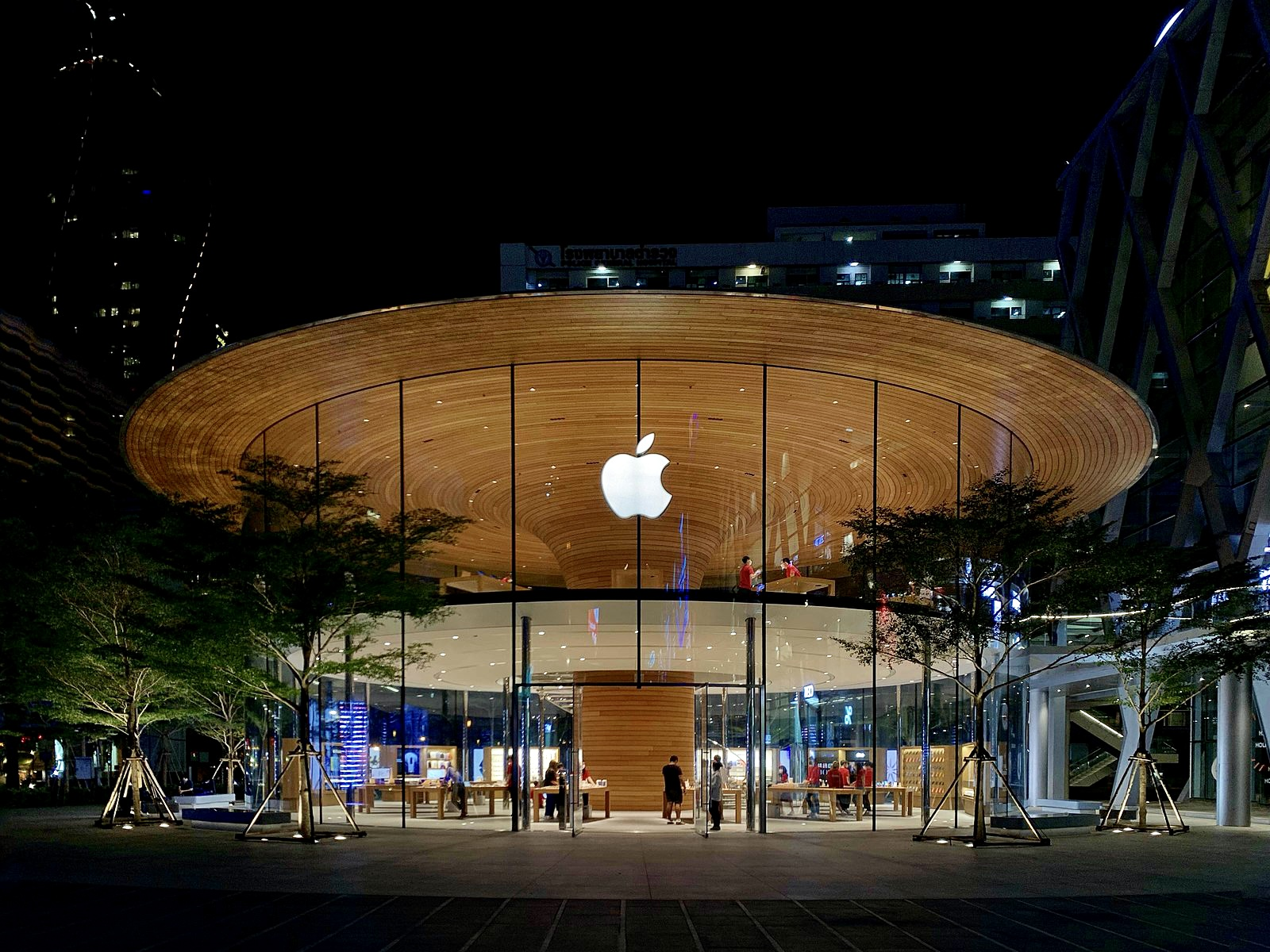
Apple Central World
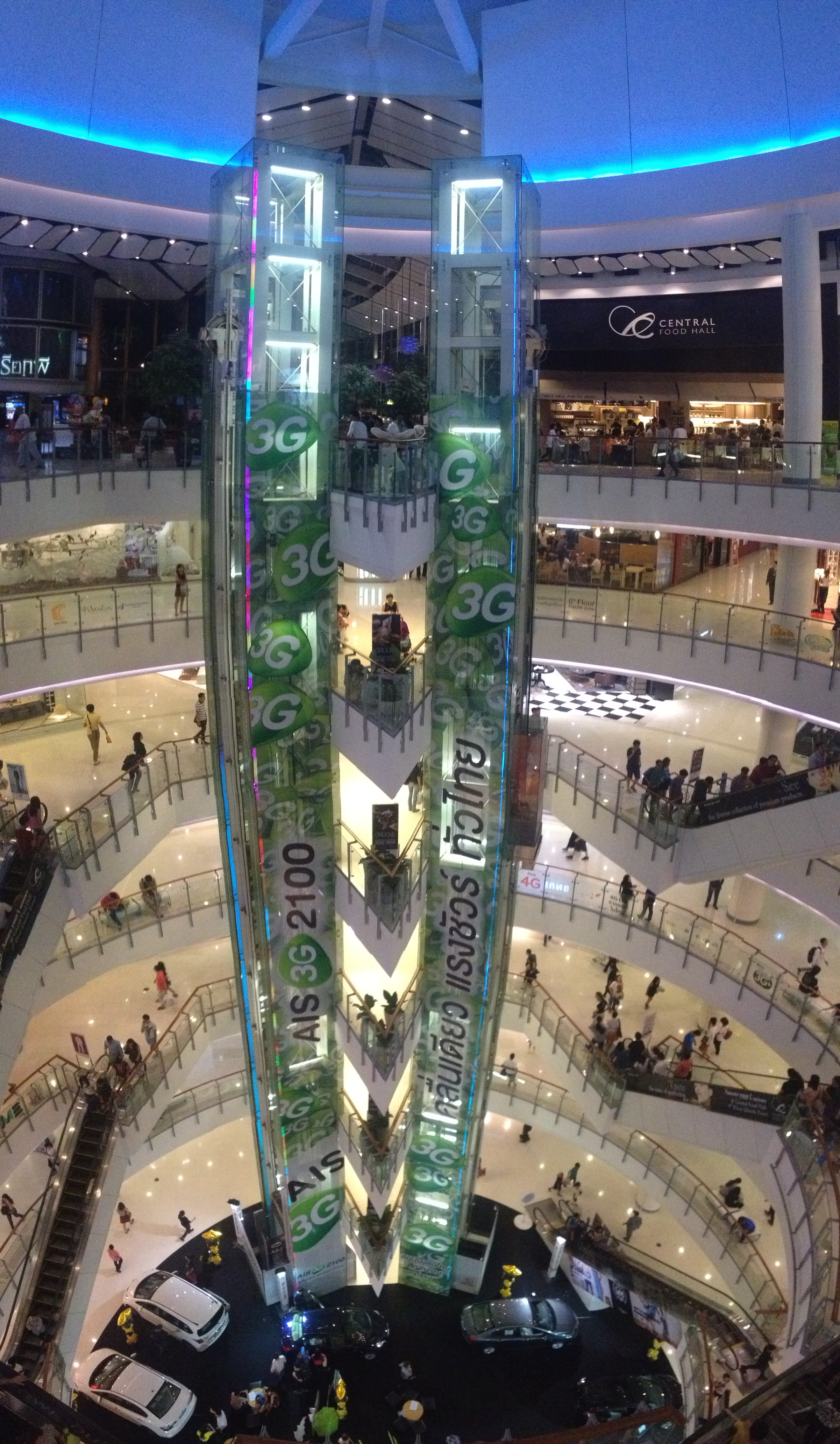
Central Dome
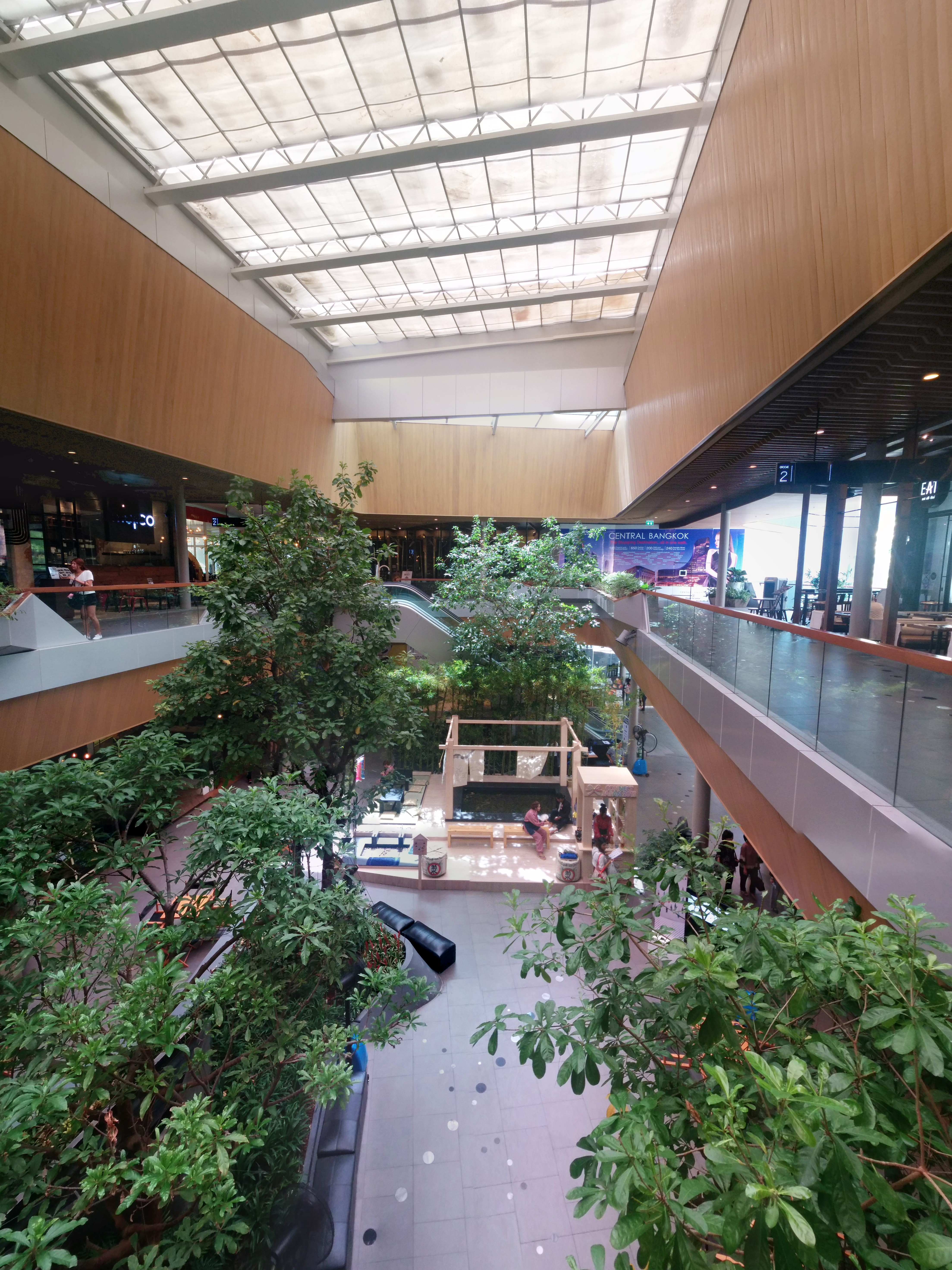
GROOVE
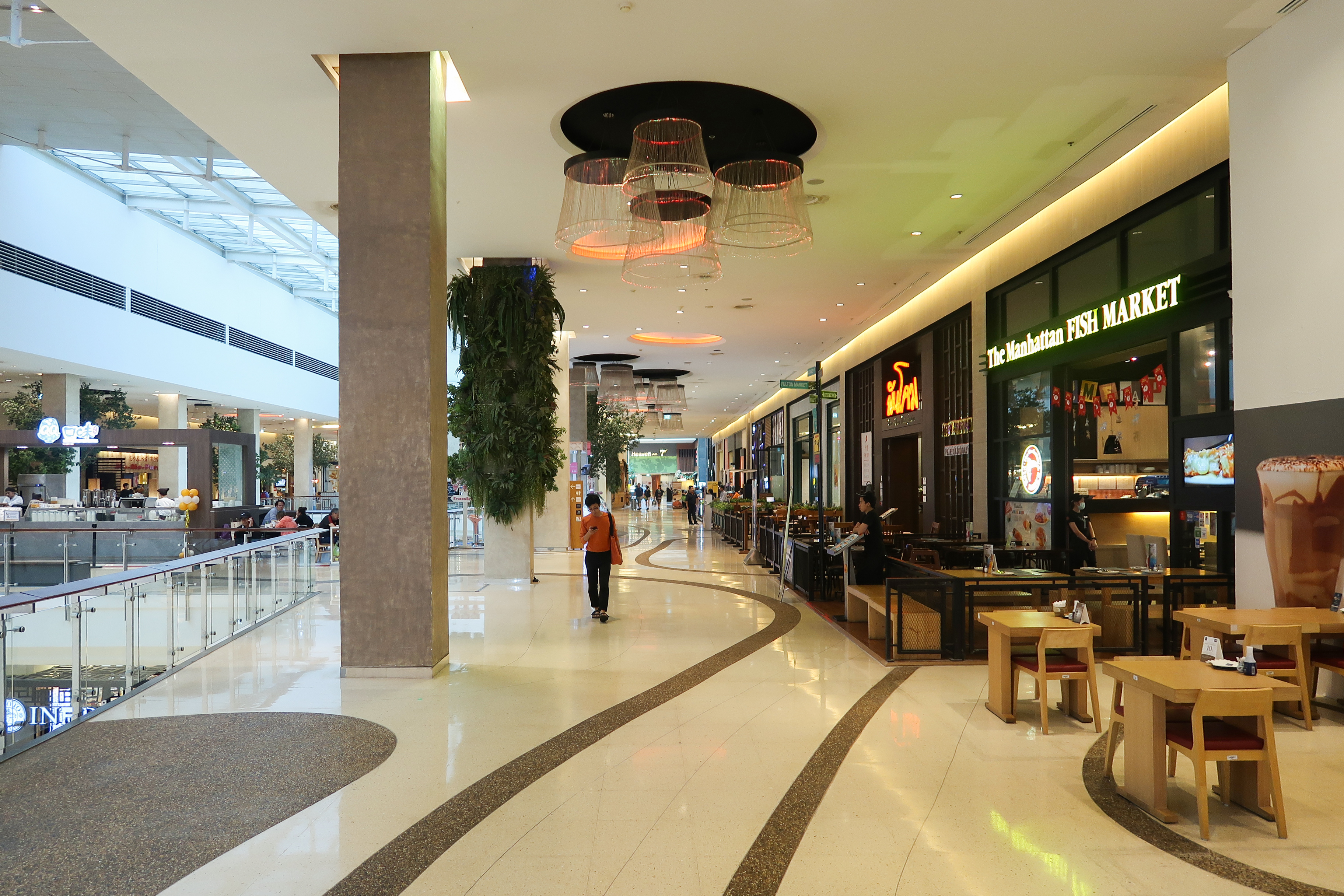
Zone A
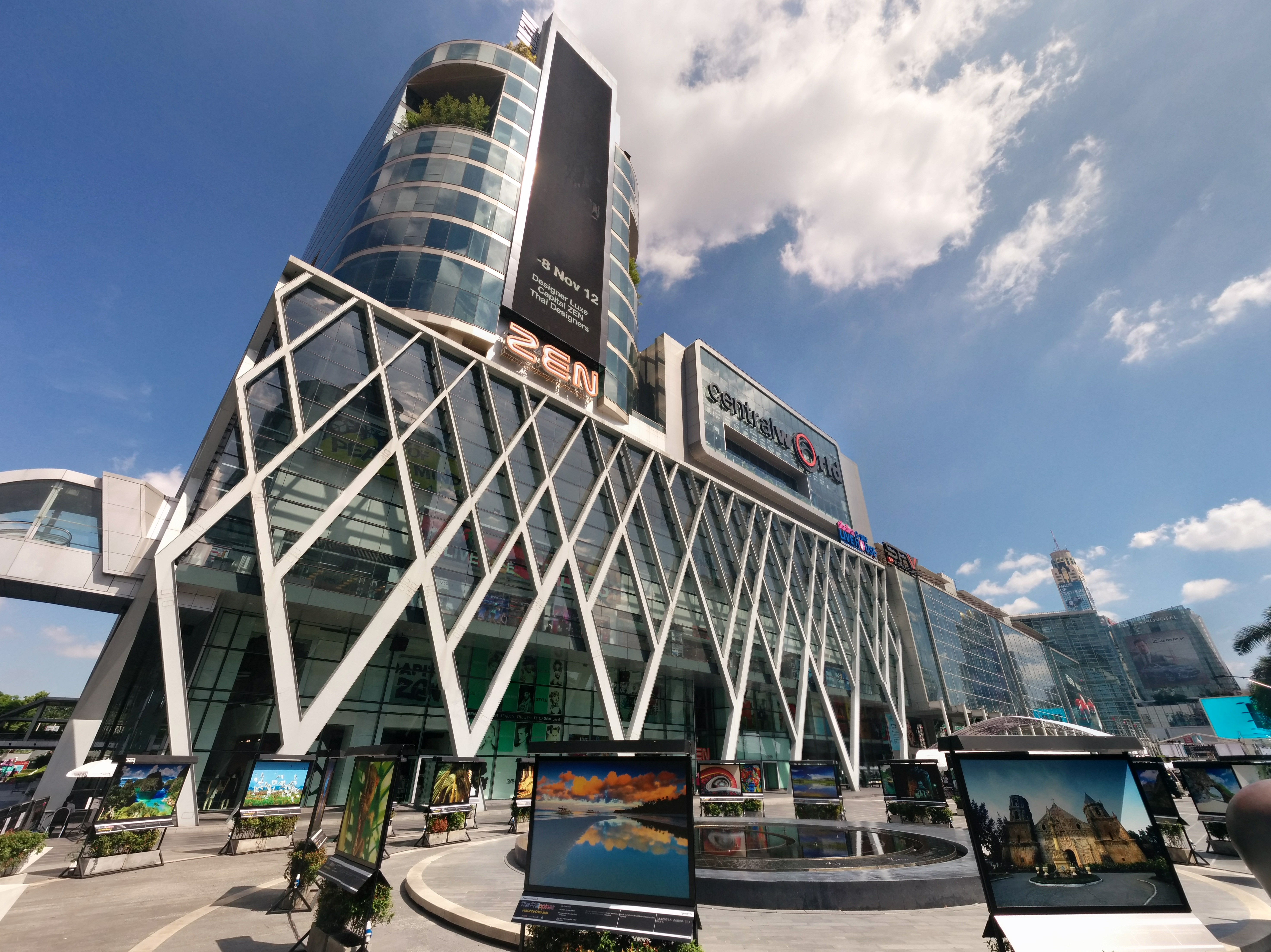
CentralWorld Square